# Méry-sur-Oise
Pour les articles homonymes, voir Méry.
Méry-sur-Oise est une commune française située dans le département du Val-d'Oise en région Île-de-France.
Ses habitants sont appelés les Mérysiens.

## Géographie

### Localisation
Méry-sur-Oise est, comme son nom le suggère, une commune de la vallée de l'Oise  située à 8 km au nord-est de Pontoise, à 7 km au sud de L'Isle-Adam et à 26 km au nord-ouest de Paris.
Elle se trouve dans l'aire urbaine de Paris  ainsi que dans son unité urbaine et dans son bassin de vie, et elle fait partie de la zone d'emploi de Cergy-Vexin.

### Communes limitrophes
Les communes limitrophes sont Auvers-sur-Oise, Bessancourt, Frépillon, Mériel, Pierrelaye, Saint-Ouen-l'Aumône et Villiers-Adam.
| Auvers-sur-Oise     |               | Mériel        |
| Saint-Ouen-l'Aumône | Méry-sur-Oise | Villiers-Adam |
| Pierrelaye          | Bessancourt   | Frépillon     |

### Géologie et relief
La superficie de la commune est de 11,17 km2 ; son altitude varie de 22  à   96 mètres.

### hydrographie

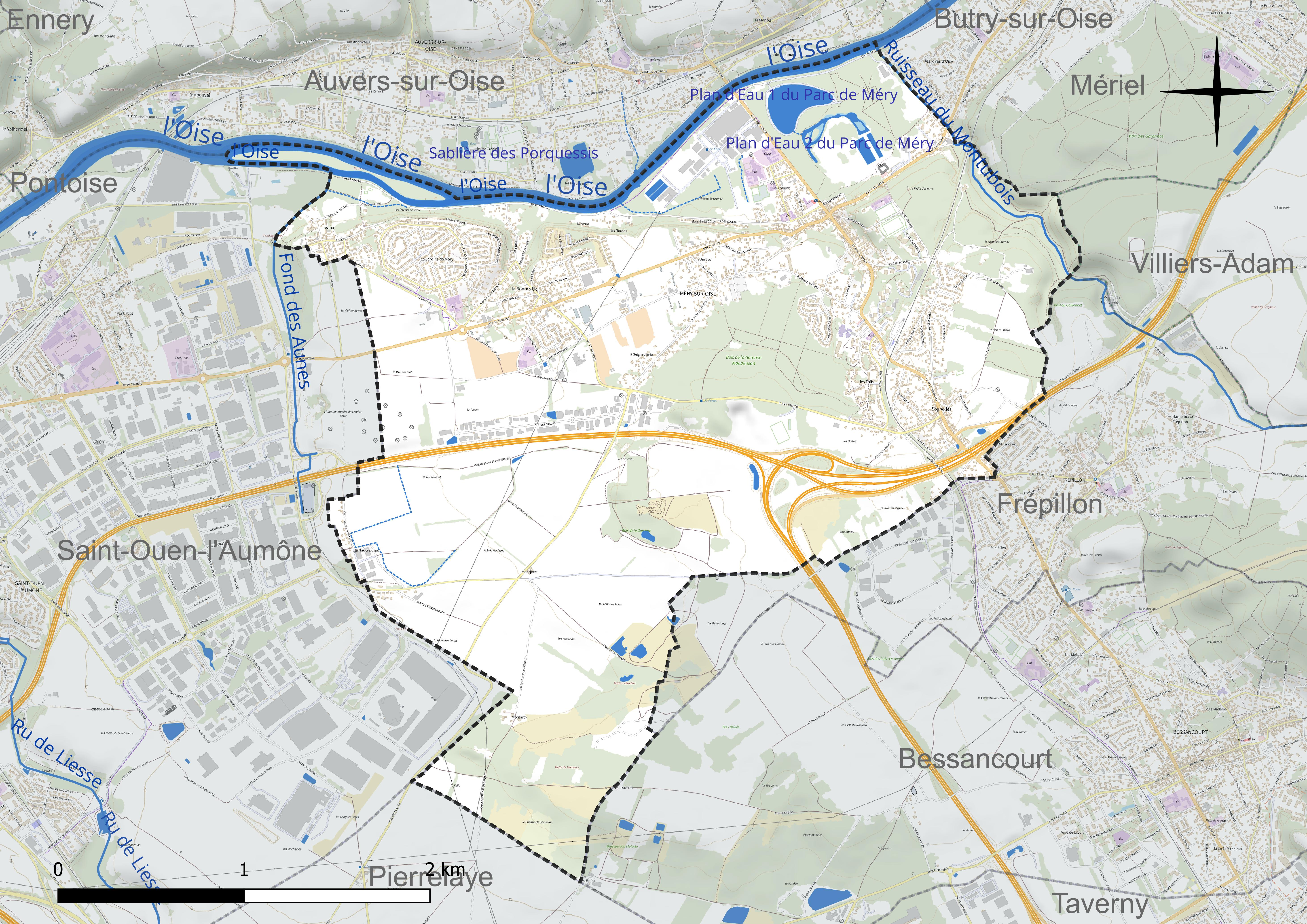
Carte hydrographique de la commune.

- Rivière l'Oise en bordure nord de la commune.
- Ru du Montubois en bordure nord-est de la commune (source dans la forêt de Montmorency).

### Climat
Pour des articles plus généraux, voir Climat de l'Île-de-France et Climat du Val-d'Oise.
En 2010, le climat de la commune est de type climat océanique dégradé des plaines du Centre et du Nord, selon une étude du CNRS s'appuyant sur une série de données couvrant la période 1971-2000. En 2020, Météo-France publie une typologie des climats de la France métropolitaine dans laquelle la commune est dans une zone de transition entre le climat océanique et le climat océanique altéré et est dans la région climatique Sud-ouest du bassin Parisien, caractérisée par une faible pluviométrie, notamment au printemps (120 à 150 mm) et un hiver froid (3,5 °C).
Pour la période 1971-2000, la température annuelle moyenne est de 11,3 °C, avec une amplitude thermique annuelle de 14,9 °C. Le cumul annuel moyen de précipitations est de 671 mm, avec 10,4 jours de précipitations en janvier et 7,9 jours en juillet. Pour la période 1991-2020, la température moyenne annuelle observée sur la station météorologique la plus proche, située sur la commune de Pontoise à 6 km à vol d'oiseau, est de 12,5 °C et le cumul annuel moyen de précipitations est de 666,7 mm,. Pour l'avenir, les paramètres climatiques de la commune estimés pour 2050 selon différents scénarios d'émission de gaz à effet de serre sont consultables sur un site dédié publié par Météo-France en novembre 2022.

## Urbanisme

### Typologie
Au 1er janvier 2024, Méry-sur-Oise est catégorisée grand centre urbain, selon la nouvelle grille communale de densité à sept niveaux définie par l'Insee en 2022.
Elle appartient à l'unité urbaine de Paris, une agglomération inter-départementale regroupant 407  communes, dont elle est une commune de la banlieue,,.
Par ailleurs la commune fait partie de l'aire d'attraction de Paris, dont elle est une commune du pôle principal,. Cette aire regroupe 1 929 communes,.

### Occupation des sols

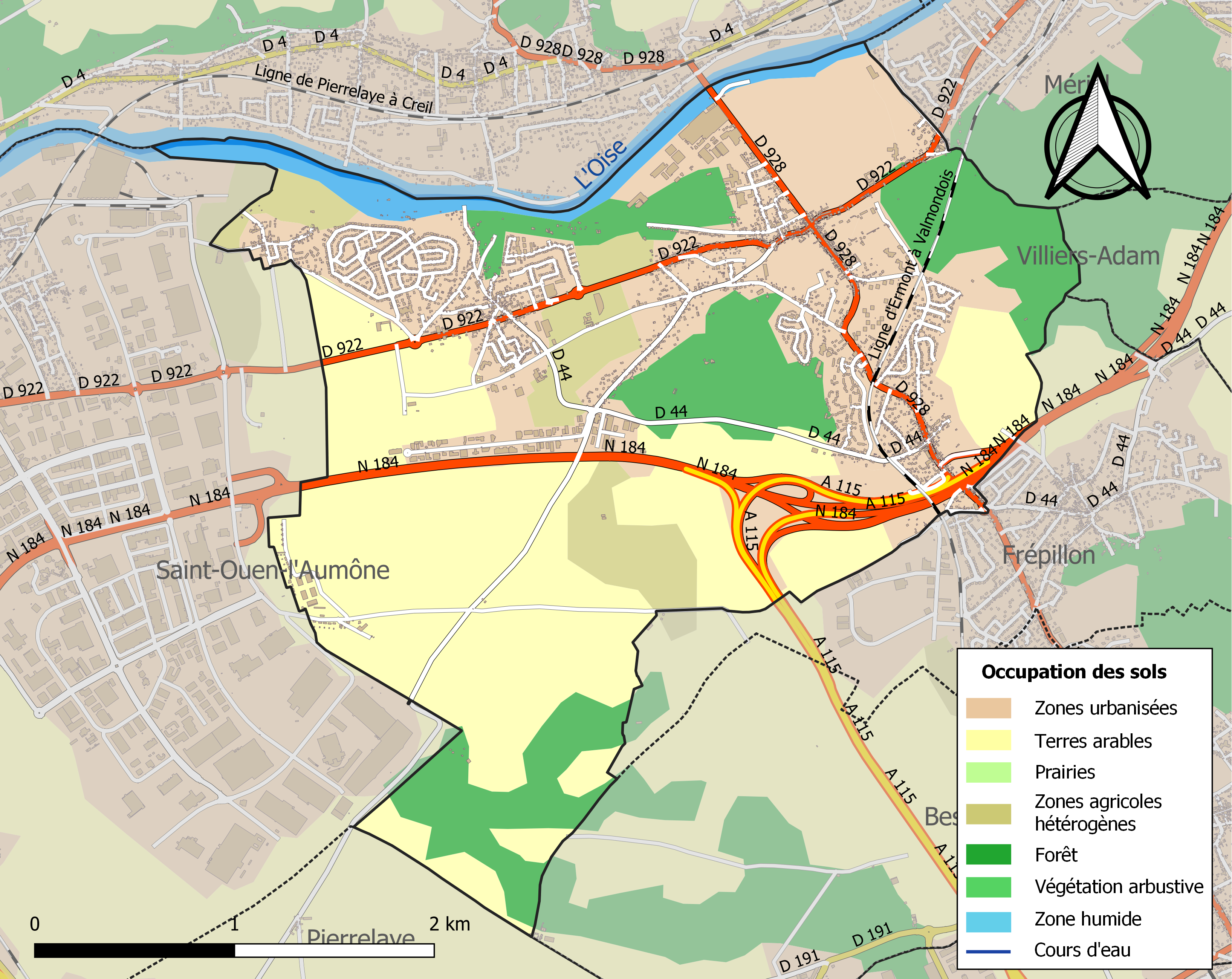
Carte des infrastructures et de l'occupation des sols de la commune en 2018 (CLC).

### Habitat et logement
En 2021, le nombre total de logements dans la commune était de 3 992, alors qu'il était de 3 653 en 2016 et de 3 499 en 2011. 
Parmi ces logements, 94,2 % étaient des résidences principales, 0,5 % des résidences secondaires et 5,3 % des logements vacants. Ces logements étaient pour 63,5 % d'entre eux des maisons individuelles et pour 34,7 % des appartements. Le tableau ci-dessous présente la typologie des logements à Méry-sur-Oise en 2021 en comparaison avec celle du Val-d'Oise et de la France entière. Une caractéristique marquante du parc de logements est ainsi la faible proportion des résidences secondaires et logements occasionnels (0,5 %) par rapport au département (1,5 %) et à la France entière (9,7 %). 
| Typologie                                               | Méry-sur-Oise | Val-d'Oise | France entière |
| ------------------------------------------------------- | ------------- | ---------- | -------------- |
| Résidences principales (en %)                           | 94,2          | 92,4       | 82,2           |
| Résidences secondaires et logements occasionnels (en %) | 0,5           | 1,5        | 9,7            |
| Logements vacants (en %)                                | 5,3           | 6          | 8,1            |

La commune ne respecte pas les obligations qui lui sont faites par l'article 55 de la loi SRU de disposer d'au moins 25 % de son parc de résidences principales constituées de logements sociaux. En effet, avec 638 logements, ce ratio n'est que de 18,19 % en 2021, en faible croissance par rapport au ration de 2002, qui était de 16,79 %

### Lieux-dits, hameaux et écarts
La commune comprend les hameaux suivants : 
- La Bonneville
- Vaux
- La Haute-Borne
- Sognolles

On peut également signaler les lieu-dits : 
- L'Île de Vaux
- Montjaret
- Montarcy
- La butte de Montarcy
- La butte à Mondion

### Voies de communications et transports
La ville est traversée par deux voies autoroutières, l'autoroute A115 et la route nationale 184, qui constitue une section de la Francilienne.
Elle est également desservie par les anciennes routes nationales RN 328 et RN 322.
La  gare de Méry-sur-Oise, située sur la ligne d'Ermont - Eaubonne à Valmondois, est desservie par les trains de ligne H du réseau Paris-Nord du Transilien (liaison Paris - Persan-Beaumont).
Trois lignes de bus desservent également la ville, la ligne 1226(ex 56), le 95-03ab, le 1317, le 1351, le 1353 et le 95-17.

## Toponymie
Les formes anciennes de Méry-sur-Oise sont :  Madriacus 862, Mairi v. 1205, Meriacum 1214, Mery 1358,,.
Pour M.-Th. Morlet, la juste étymologie de Madriacus ne provient pas de Materius, « matériaux, bois, madrier », erreur ancienne régulièrement ressortie, mais plus vraisemblablement d'un dérivé de Mater, -tris, « Mère » ; dans le même sens, E. Negre fait dériver de Matrius, forme issue de Matres, « les Mères ». Ce qui correspond parfaitement avec le site géographique de Méry au bord d'une zone riche en eaux (ruisseaux, mares...) dont la déesse mère est tutélaire au cœur de l'antique territoire de la Culture Seine-Oise-Marne remontant à - 3000 av. J.-C.

## Histoire

### Moyen Âge
La seigneurie de Méry, propriété d'Henry de Milly, est vendue en 1375 à Pierre d'Orgemont (v. 1315/1320-1389), conseiller de Charles V et chancelier de France, acquéreur de Chantilly en 1386.

### Temps modernes
La seigneurie est  ensuite vendue en 1597 par la descendante des Orgemont, Guillemette, et son mari François II Jouvenel des Ursins marquis de Traînel (v. 1569-1650), au beau-frère de ce dernier, Antoine du Pescher de Saint-Chamans. En 1696, le comté de Méry est érigé en marquisat au profit de François II de Saint-Chamans-Méry (1658-1714), arrière-petit-neveu d'Antoine.
La fille de François de Saint-Chamans épouse en 1720 le financier Samuel Bernard (1651-1739). Ce dernier, après avoir racheté le domaine en 1728, l'offre à la fille issue de cette union, Bonne-Félicité Bernard (1721-1784), qui épouse le président Mathieu-François Molé (1705-1793), président à mortier au Parlement de Paris, futur Premier président. Méry entre alors dans la famille Molé et passe ensuite à leurs descendants Lamoignon , et à des parents de ces derniers, les Ségur-Lamoignon, des descendants d'Eugène et de la comtesse de Ségur.
Charles V, Charles VII, Henri IV et Gabrielle d'Estrées, Louis XIV, Buffon, Saint-Just et Charles X y ont séjourné.

### Époque contemporaine
Le baron Haussmann souhaitant fermer tous les cimetières parisiens intra muros dans un but d'hygiène et édifier en contrepartie une immense nécropole à Méry qui accueillerait tous les défunts de la capitale, pensant que l'agglomération parisienne n'atteindrait jamais cette commune. Une voie ferrée dédiée aurait relié Paris à Méry. L'opposition de l'opinion publique entraîne l'échec de ce projet et de celui du préfet de la Seine Ferdinand Duval qui l'avait repris après la chute du Second Empire.
Toutefois, sur les terres acquises par la ville de Paris pour ce premier projet, est en fait créée la ferme modèle de la Haute-Borne, très moderne pour l'époque, qui devint un laboratoire de développement du maraîchage pour toute la France.
Pendant la Seconde Guerre mondiale, la carrière Beslier a été aménagée en base militaire allemande comprenant une gare souterraine et un site de stockage et d'assemblage de missiles V2. En conséquence, Méry-sur-Oise est  la cible de trois missions de bombardement alliées en 1944, après le bombardement allemand du 10 mai 1940, durant la bataille de France.

## Politique et administration

### Rattachements administratifs et électoraux
Rattachements administratifs
Antérieurement à la loi du 10 juillet 1964, la commune faisait partie du département de Seine-et-Oise. La réorganisation de la région parisienne en 1964 fit que la commune appartient désormais au département du Val-d'Oise et à son arrondissement de Pontoise, après un transfert administratif effectif au 1er janvier 1968.
Elle faisait partie depuis 1793 du canton de L'Isle-Adam de Seine-et-Oise, année où elle est intégrée au canton de Pontoise. Lors de la mise en place des Hauts-de-Seine, elle rejoint en 1967 le  canton de Taverny, puis, en 1985, celui de Saint-Ouen-l'Aumône. Dans le cadre du redécoupage cantonal de 2014 en France, cette circonscription administrative territoriale a disparu, et le canton n'est plus qu'une circonscription électorale.
Rattachements électoraux
Pour les élections départementales, la commune fait partie depuis 2014 du canton de Saint-Ouen-l'Aumône
Pour l'élection des députés, elle fait partie de la deuxième circonscription du Val-d'Oise.

### Intercommunalité
La commune faisait partie de la communauté de communes de la Vallée de l'Oise et des impressionnistes. Toutefois, dans le cadre de l'achèvement de la coopération intercommunale prévue par la loi de modernisation de l'action publique territoriale et d'affirmation des métropoles, cette intercommunalité disparait en 2016 et la commune intègre la communauté de communes de la Vallée de l'Oise et des Trois Forêts,,.

### Tendances politiques et résultats
Au second tour des élections municipales de 2014 dans le Val-d'Oise, la liste UMP menée par Pierre-Édouard Eon obtient la majorité absolue des suffrages exprimés, avec 2 098 voix (56,91 %, 23 conseillers municipauyx élus dont 7 communaiutaires), devançant très largement celles menées respectivement par, : 

- Norbert-Olivier Tembo, soutenu par le maire sortant, (DVG, 1 262 voix, 34,23 %, 5 conseillers municipaux élus dont 1 communautaire) ; 

-  Christophe Carlier (UDI-MoDem, 326 voix, 8,84 %, 1 conseiller municipal élu).

Lors de ce scrutin, 39,34 % des électeurs se sont abstenus.
Lors du premier tour des élections municipales de 2020 dans le Val-d'Oise, la liste menée par le maire sortant Pierre-Édouard Éon (LR) a obtenu la majorité absolue des suffrages exprimés, avec 1 556 voix (25 conseillers municipaux élus dont 9 communautaires), devançant très largement celles menées respectivement par : 

- Jérôme Durieux (Union de la gauche, 540 voix, 22,55 %, 3 conseillers municipaux élus dont 1 communautaire) ; 

- Claudie Violette (LREM, 300 voix, 12,53 %, 1 conseiller municipal élu), 

Lors de ce scrutin marqué par la pandémie de Covid-19 en France, 35,06 % des électeurs se sont abstenus.

### Liste des maires

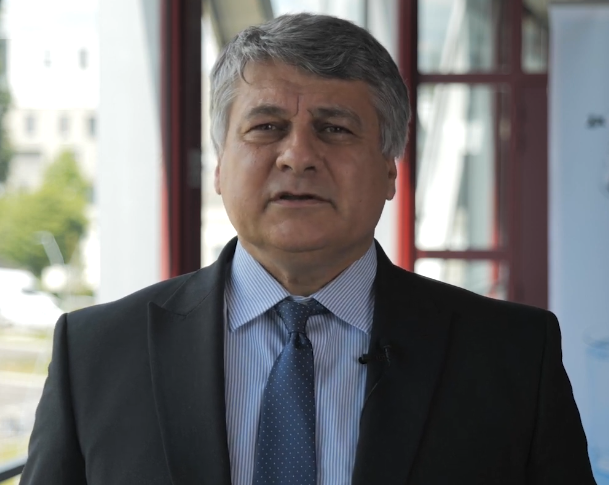
Pierre-Édouard Éon, maire depuis 2014.

| Période                                  | Période    | Identité           | Étiquette                      | Qualité |
| ---------------------------------------- | ---------- | ------------------ | ------------------------------ | --- |
| Les données manquantes sont à compléter. |            |                    |                                | |
|                                          |            |                    |                                | |
| 1946                                     | mars 1983  | Marcel Perrin,     | PCF                            | Employé à la compagnie générale des Eaux, Résistant. |
| mars 1983                                | juin 1995  | Pierre David       | PCF                            | |
| juin 1995                                | avril 2014 | Jean-Pierre Pernot | PS puis MDC puis MRC puis LREM | Ingénieur commercial chez IBM Suppléant de la députée Dominique Gillot (1997-1999) Député du Val-d'Oise (2e circ.) (1999 → 2002) Président de la CCVOI (2004 → 2008) |
| avril 2014,                              | En cours   | Pierre-Édouard Éon | UMP → LR                       | Chef d'entreprise Conseiller départemental de Saint-Ouen-l'Aumône (2015 → ) Vice-président de la CCVOTF (2017 → ) Réélu pour le mandat 2020-2026                     |

## Équipements et services publics

### Eau et déchets
La commune accueille l'usine des eaux du SEDIF, créée au début du XXe siècle et qui, régulièrement agrandie et modernisée, alimente 880 000 habitants d'une part importante des communes de la banlieue parisienne. Elle a été la première usine à expérimenter la nanofiltration.

## Population et société

### Démographie
L'évolution du nombre d'habitants est connue à travers les recensements de la population effectués dans la commune depuis 1793. Pour les communes de moins de 10 000 habitants, une enquête de recensement portant sur toute la population est réalisée tous les cinq ans, les populations de référence des années intermédiaires étant quant à elles estimées par interpolation ou extrapolation. Pour la commune, le premier recensement exhaustif entrant dans le cadre du nouveau dispositif a été réalisé en 2007.

En 2022, la commune comptait 10 015 habitants, en évolution de +3,12 % par rapport à 2016 (Val-d'Oise : +4 %, France hors Mayotte : +2,11 %).
| 1793 | 1800 | 1806 | 1821 | 1831 | 1836 | 1841 | 1846 | 1851 |
| ---- | ---- | ---- | ---- | ---- | ---- | ---- | ---- | ---- |
| 579  | 609  | 618  | 628  | 678  | 689  | 708  | 805  | 800  |

| 1856 | 1861  | 1866  | 1872  | 1876  | 1881  | 1886  | 1891  | 1896  |
| ---- | ----- | ----- | ----- | ----- | ----- | ----- | ----- | ----- |
| 910  | 1 214 | 1 463 | 1 390 | 1 478 | 1 557 | 1 587 | 1 600 | 1 839 |

| 1901  | 1906  | 1911  | 1921  | 1926  | 1931  | 1936  | 1946  | 1954  |
| ----- | ----- | ----- | ----- | ----- | ----- | ----- | ----- | ----- |
| 1 849 | 2 119 | 2 156 | 2 195 | 2 386 | 2 630 | 2 566 | 2 386 | 2 785 |

| 1962  | 1968  | 1975  | 1982  | 1990  | 1999  | 2006  | 2007  | 2012  |
| ----- | ----- | ----- | ----- | ----- | ----- | ----- | ----- | ----- |
| 3 275 | 3 469 | 4 708 | 5 741 | 6 179 | 8 929 | 9 178 | 9 190 | 9 320 |

| 2017  | 2022   | - | - | - | - | - | - | - |
| ----- | ------ | - | - | - | - | - | - | - |
| 9 892 | 10 015 | - | - | - | - | - | - | - |

## Économie
Méry était l'un des principaux lieux de la culture du champignon en Île-de-France, grâce à la présence de plusieurs carrières souterraines et à la relative proximité de l'hippodrome de Chantilly, qui alimente les cultures en fumier. Face à la concurrence des pays de l'Est, cette culture traditionnelle a progressivement disparu durant les années 1980. En 2007, un Mérysien a néanmoins redémarré une exploitation privilégiant les petites quantités et la qualité de la production, les « Champignons La Marianne ».
La commune compte un supermarché et son commerce de proximité est en recul constant.
Depuis septembre 2019, un marché alimentaire se tient chaque samedi matin sur la place de la mairie.

## Culture locale et patrimoine

### Lieux et monuments

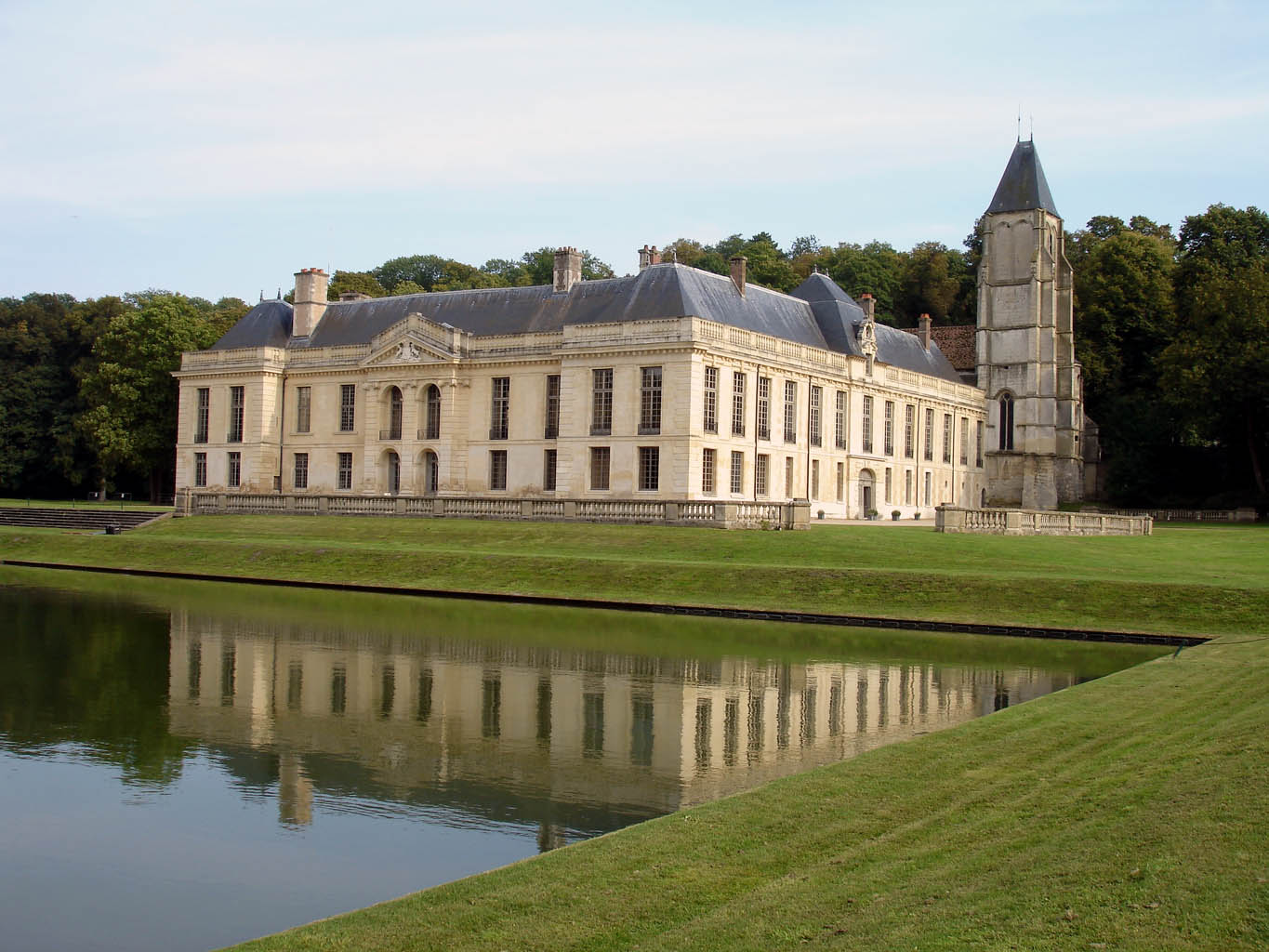
Le château de Méry-sur-Oise.

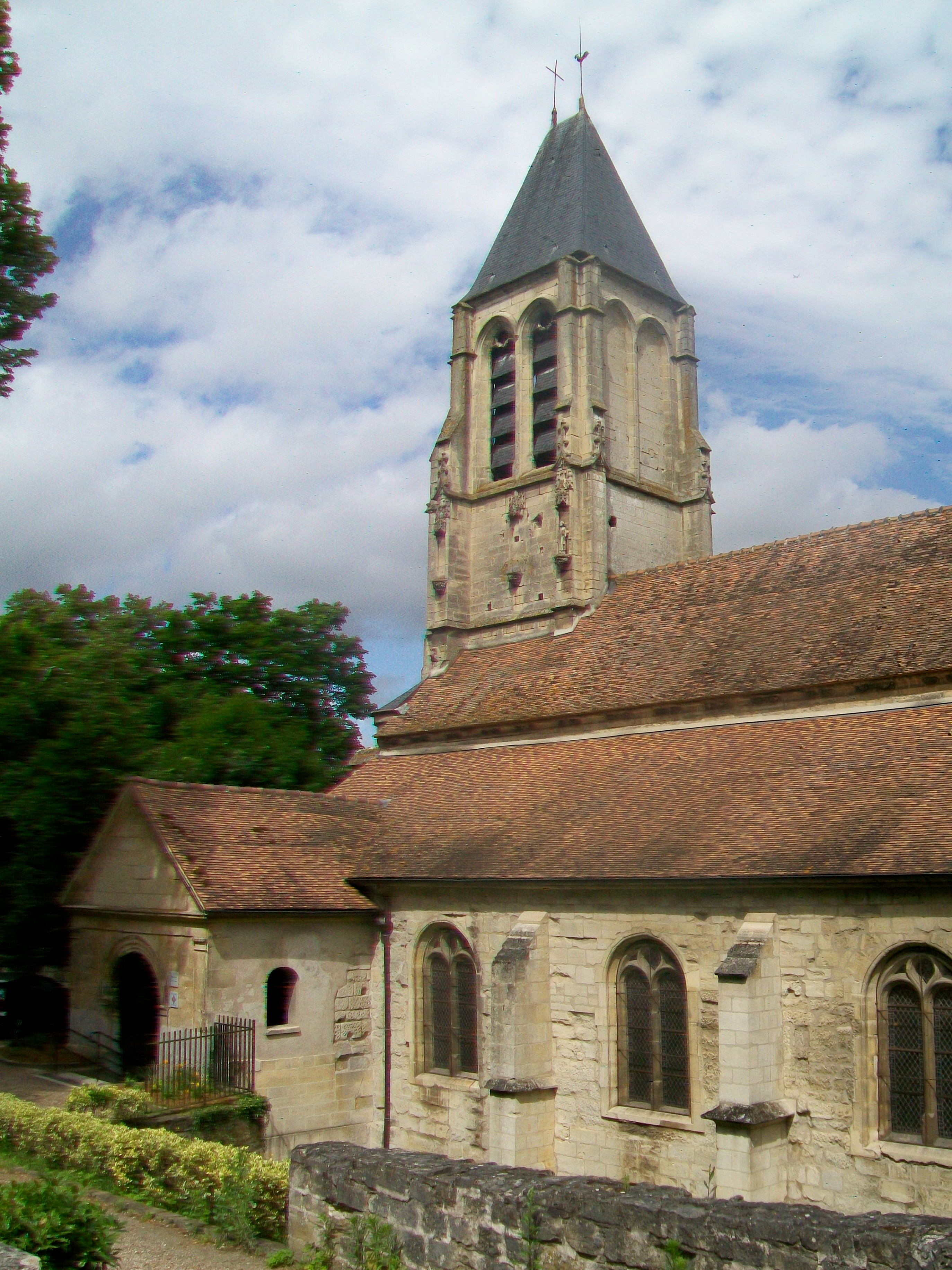
L'église Saint-Denis.

- Le château de Méry-sur-Oise  Inscrit MH (1937)[50]). Le site est aussi un site naturel inscrit par arrêté du 12 décembre 1946.

Il a été édifié par les Buffé, premiers seigneurs du lieu connus, à partir des années 1220 sur un domaine appartenant précédemment à l'abbaye de Saint-Denis. Une « maison de campagne » est érigée en 1375 par Pierre d'Orgemont, conseiller du roi Charles V. Des modifications sont apportées par Claude d'Orgemont en 1583, puis celles apportées par François de Saint-Chamans donnent l'apparence que possède le château au début du XXIe siècle. Les jardins sont réaménagés à partir de 1735 selon des dessins de Buffon. Durant la Révolution, le domaine est pillé mais l'ensemble est remis en état en 1845 par l'héritière des Orgemont, la vicomtesse de Ségur-Lamoignon. Le château et son vaste parc, un temps propriété de la multinationale Vivendi, a été racheté par la municipalité en 2004. Le château accueille un hôtel de conférences et de séminaires, et le parc est ouvert à la promenade pour tous, avec toutefois des horaires d'ouverture restreints et un jour de fermeture hebdomadaire hors saison estivale 
Les accès à certaines allées sont également munies de dispositifs anti-fauteuils roulants et anti vélos cargo.
- L'Église Saint-Denis  Classé MH (1915)[52]

Elle a été reconstruite à partir de 1485 sur ordre de Charles d'Orgemont à l'emplacement d'un édifice primitif détruit durant la guerre de Cent Ans. Il n'en subsiste que le mur du chevet du XIIIe siècle ainsi que les fonts baptismaux en pierre. Le nouvel édifice a été consacré le 5 août 1487 comme l'atteste la pierre de dédicace située dans la chapelle latérale. L'église a subi plusieurs remaniements durant les siècles qui ont suivi.
- La chapelle Saint Jean-de-Bosco, 90 avenue Marcel-Perrin : elle se situe entre la gare et le centre-ville et est toujours utilisée par la paroisse. La maison attenante sert de presbytère et de maison paroissiale[54].
- Les anciennes écuries du château, impasse du château[53] : leur partie réhabilitée accueille des logements et l'école municipale de musique, alors que l'ancienne remise est toujours à l'état d'abandon.
- Calvaire devant l'église.
- Monument aux morts, devant la mairie.
- L'usine des eaux traite l'eau de l'Oise afin de la rendre potable et alimente plusieurs dizaines de communes.

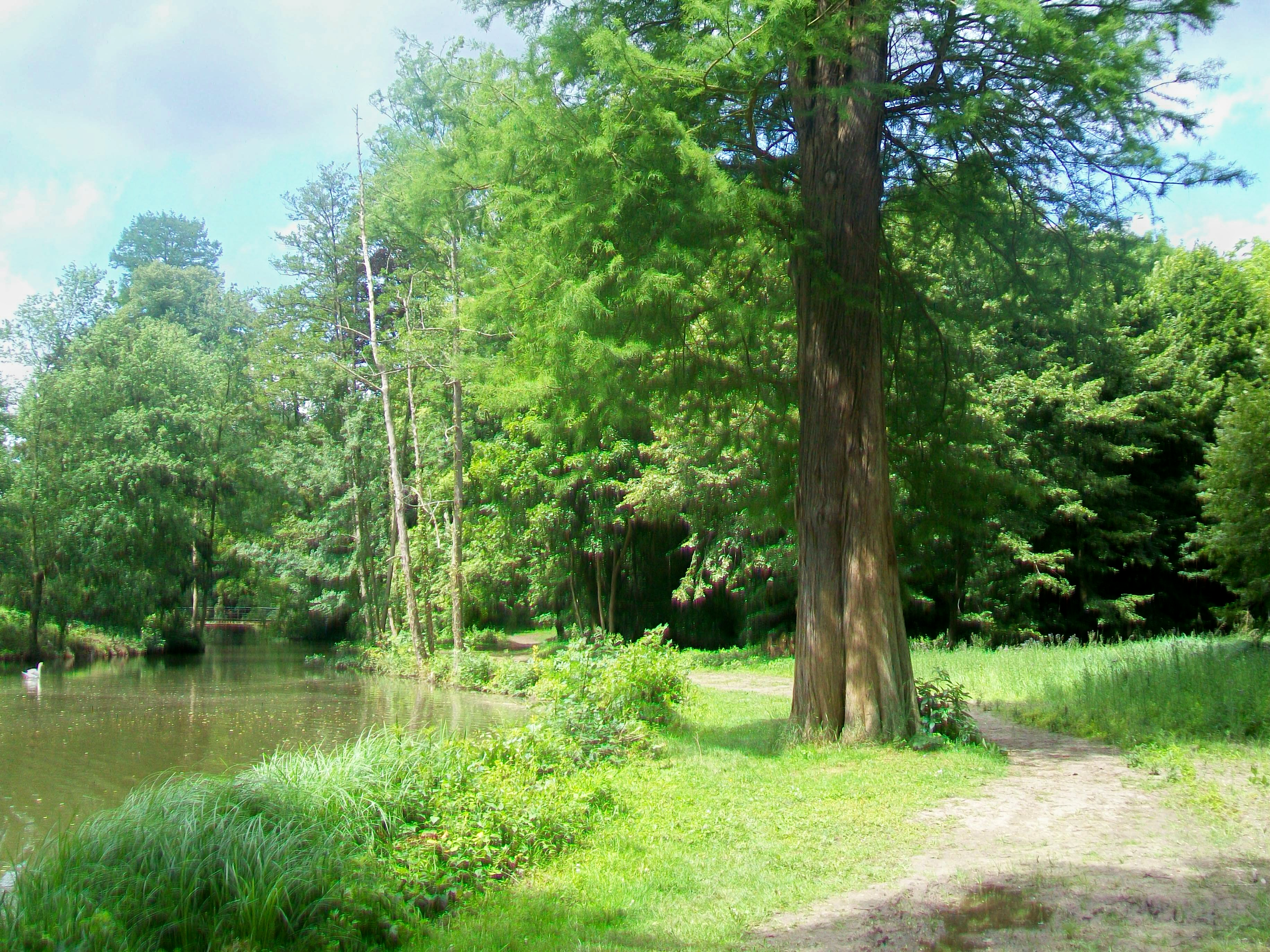
Parc du château.
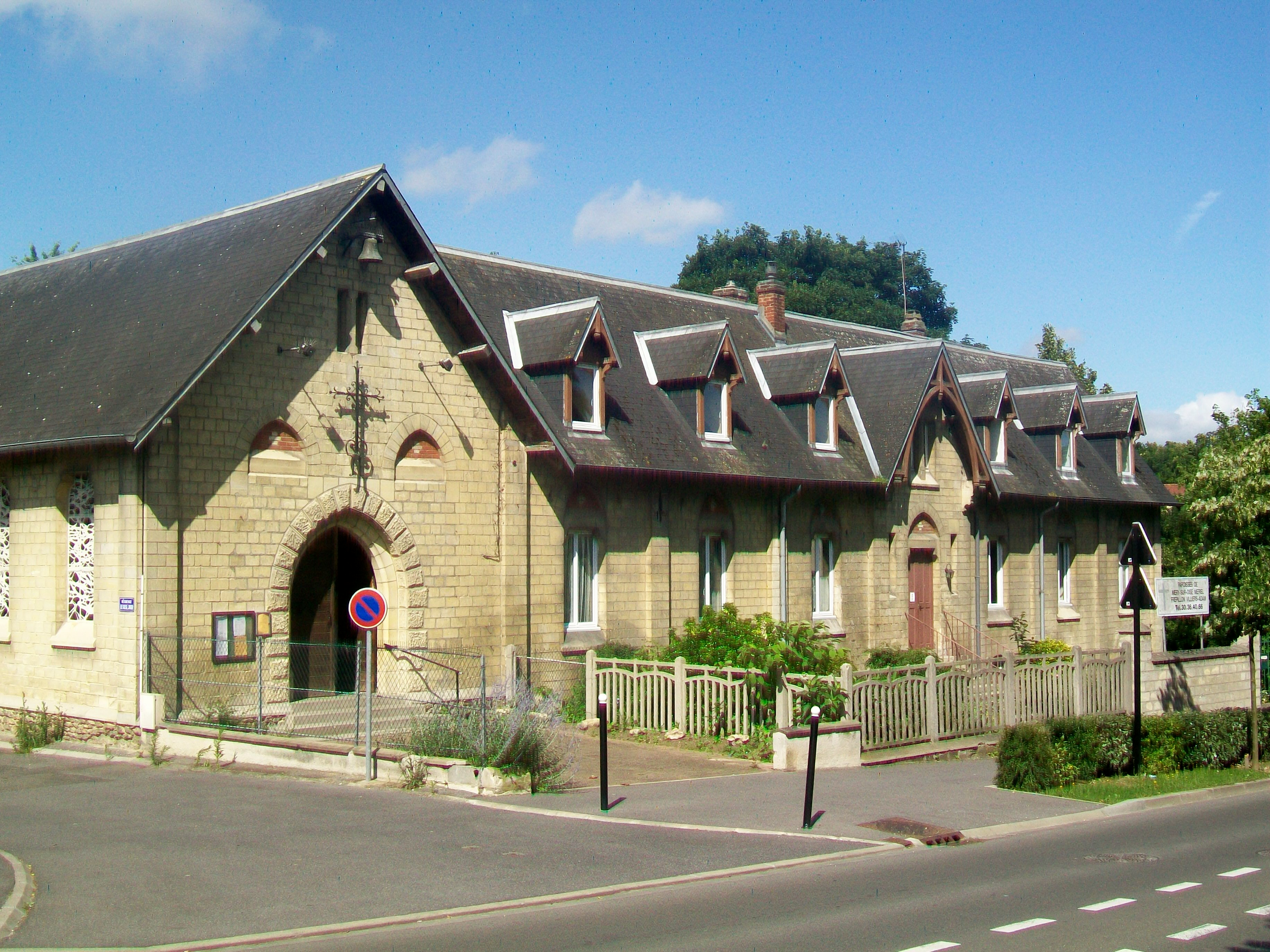
Chapelle Don Bosco.
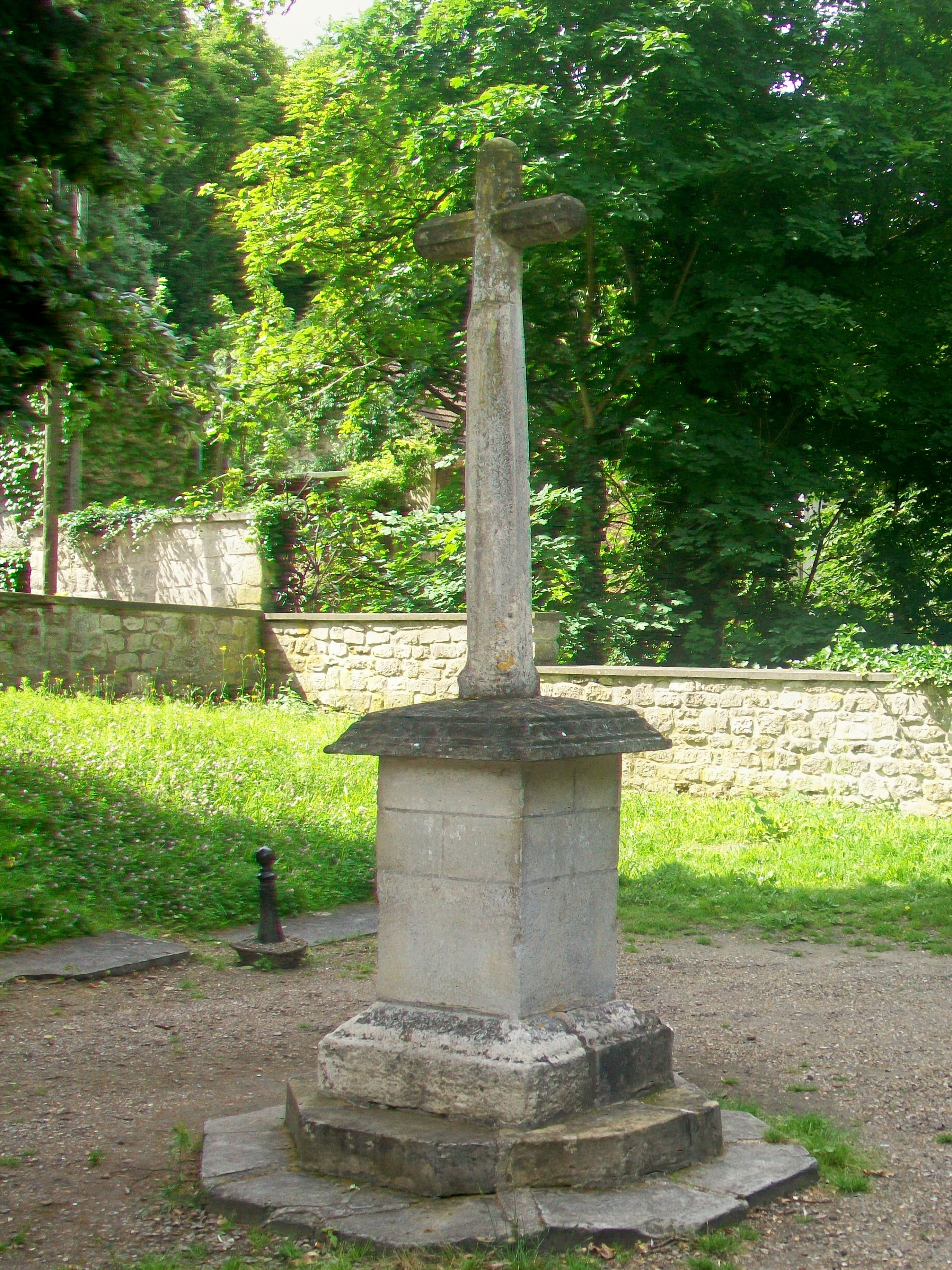
Calvaire de l'église.
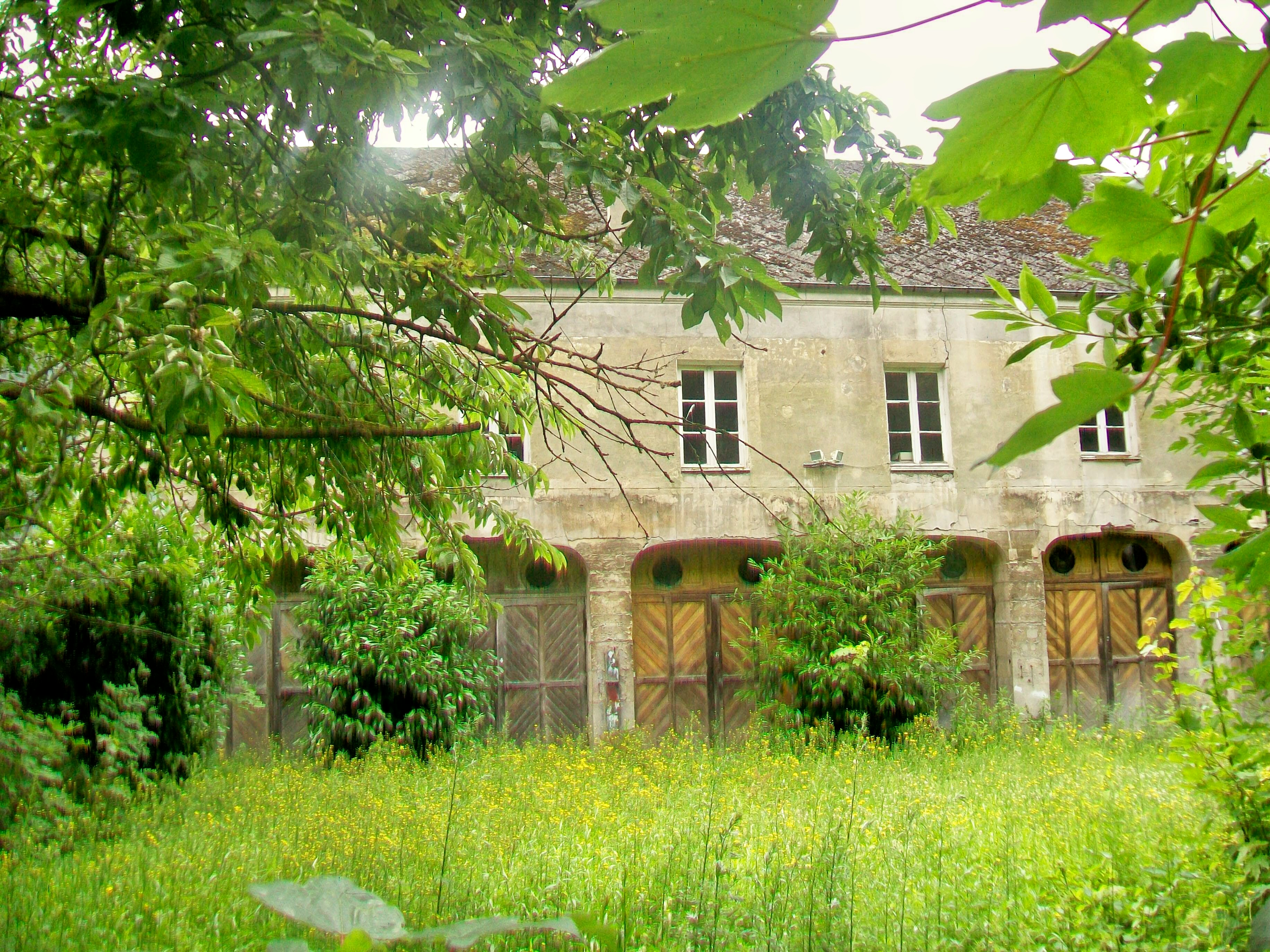
Anciennes écuries du château.
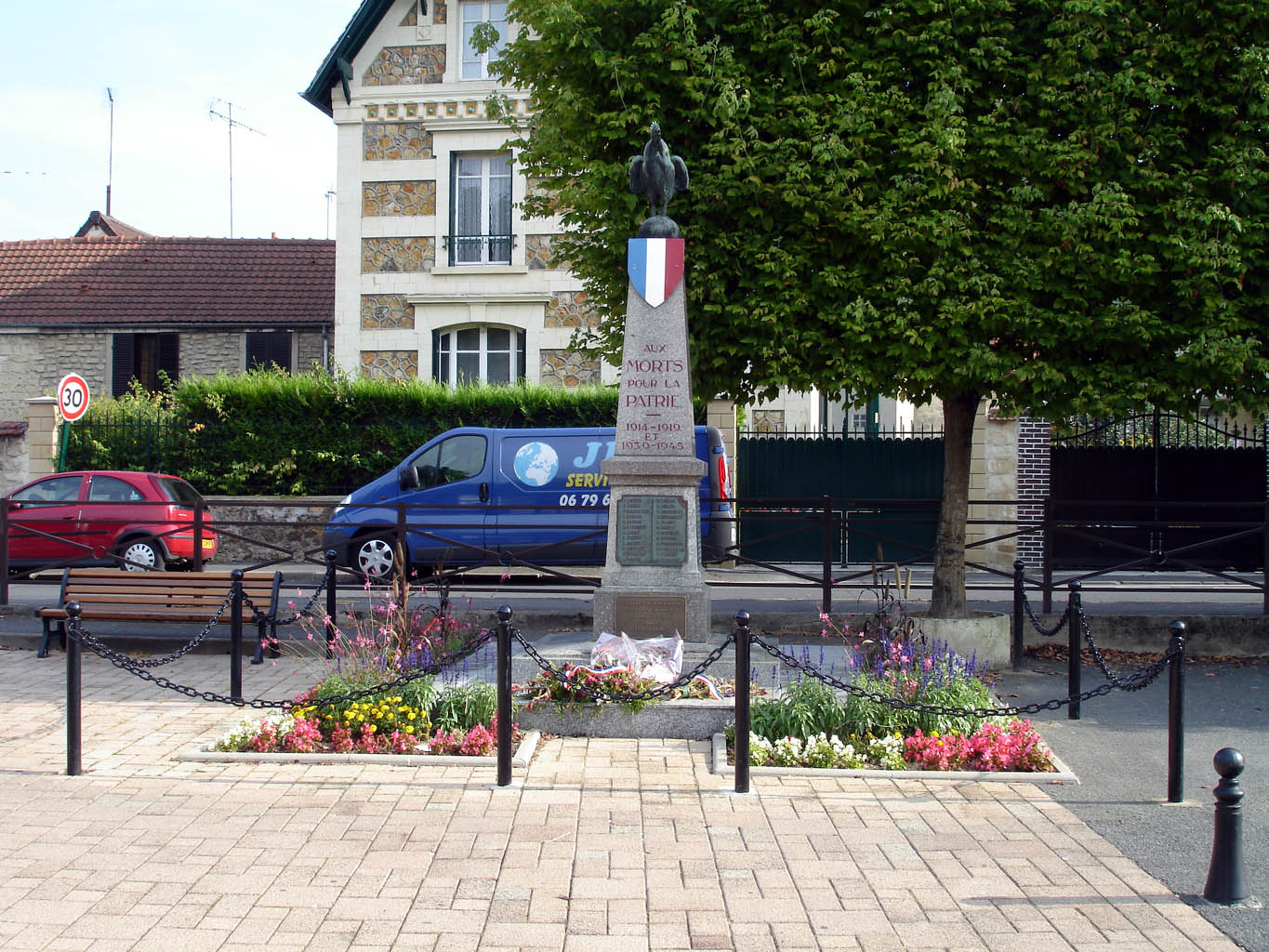
Monument aux morts.

### Méry-sur-Oise dans les arts et la culture
Ont été partiellement tournés au château de Méry-sur-Oise :
- Les Mohicans de Paris (série télévisée) en 1973.
- Mazarin (feuilleton télévisé) en 1978[réf. nécessaire].
- Chocolat (film), de Roschdy Zem, en 2016.

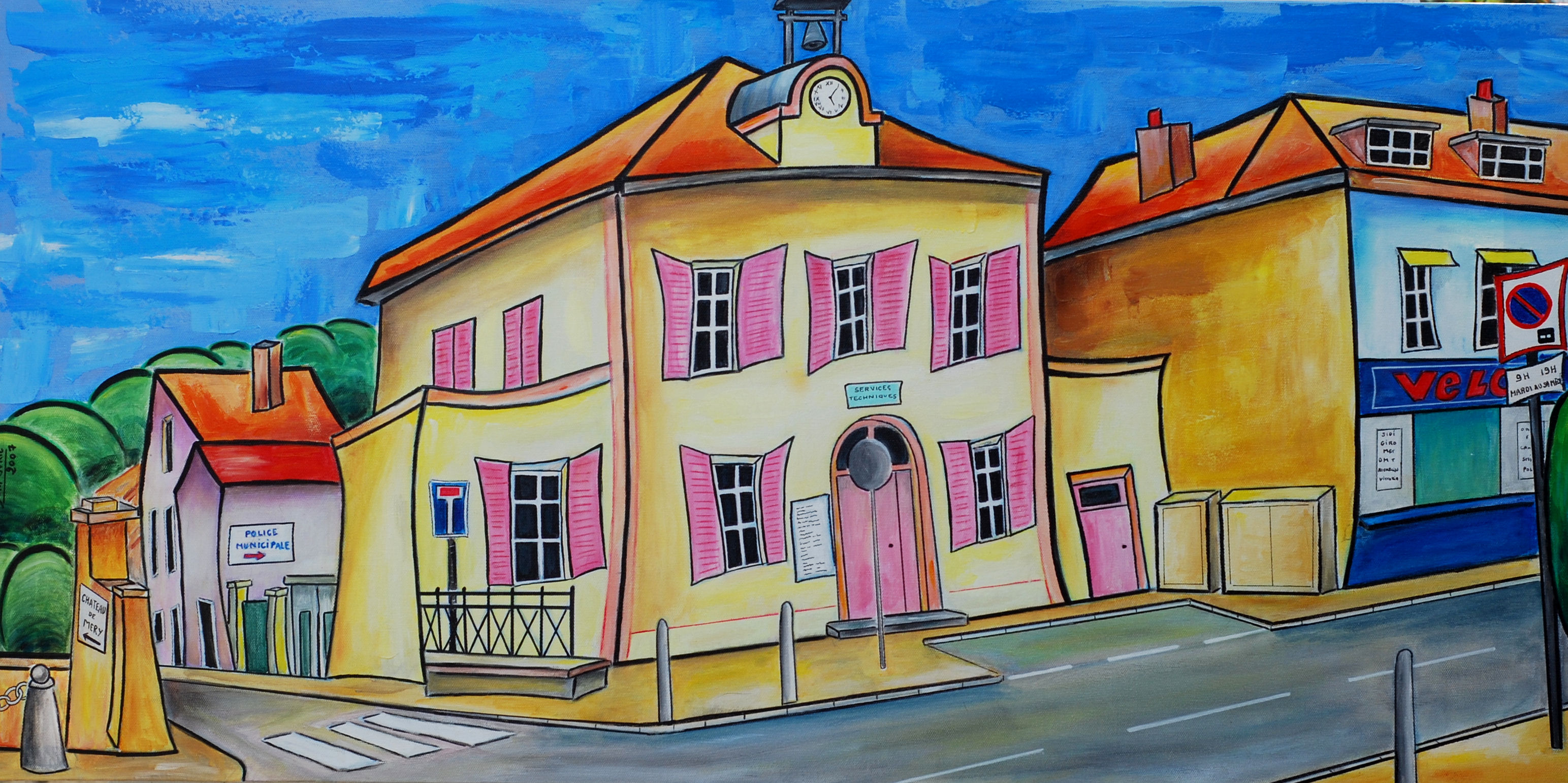
Dominique Jurie : L'ancienne mairie de Méry-sur-Oise, 2008.

### Personnalités liées à la commune
- La comtesse de Ségur (1799-1874), femme de lettres française d'origine russe, auteur de livres pour la jeunesse, a souvent séjourné chez son fils Adoplhe de Ségur-Lamoignon au château de Méry-sur-Oise[55].
- Joseph Wresinski (1917-1988), prêtre diocésain français d’origine polonaise, fondateur du mouvement des droits de l'homme ATD Quart Monde, initiateur de la lutte contre l'illettrisme, est inhumé au hameau de Vaux sous la chapelle Notre-Dame-de-Tout-le-Monde, au siège du mouvement international qu'il a créé.
- Odile Monguillon (1930-2005), athlète internationale française, spécialiste du demi-fond, du 800 mètres, du relais et de cross-country, est née et morte à Méry-sur-Oise.
- Bernard Dubois (1945), réalisateur de cinéma français, est né à Méry-sur-Oise.